# Fronteira Itália–Suíça
A fronteira entre Itália e Suíça é a linha que limita os territórios de Itália e Suíça.

## Características
A fronteira entre os dois países é constituída por duas linhas: a principal corre ao longo do norte de Itália e sul da Suíça, seguindo uma direcção geral este/oeste, por 740 km. Começa na junção da fronteira franco-italiana e da fronteira franco-suíça, no cume do monte Dolent (3820 m de altitude). Termina no ponto de tríplice fronteira formado pelas fronteiras austro-italiana e austro-suíça. O segundo troço é o que envolve o enclave italiano de Campione d'Italia, integralmente rodeado pelo cantão suíço de Tessino, nas margens do lago de Lugano.

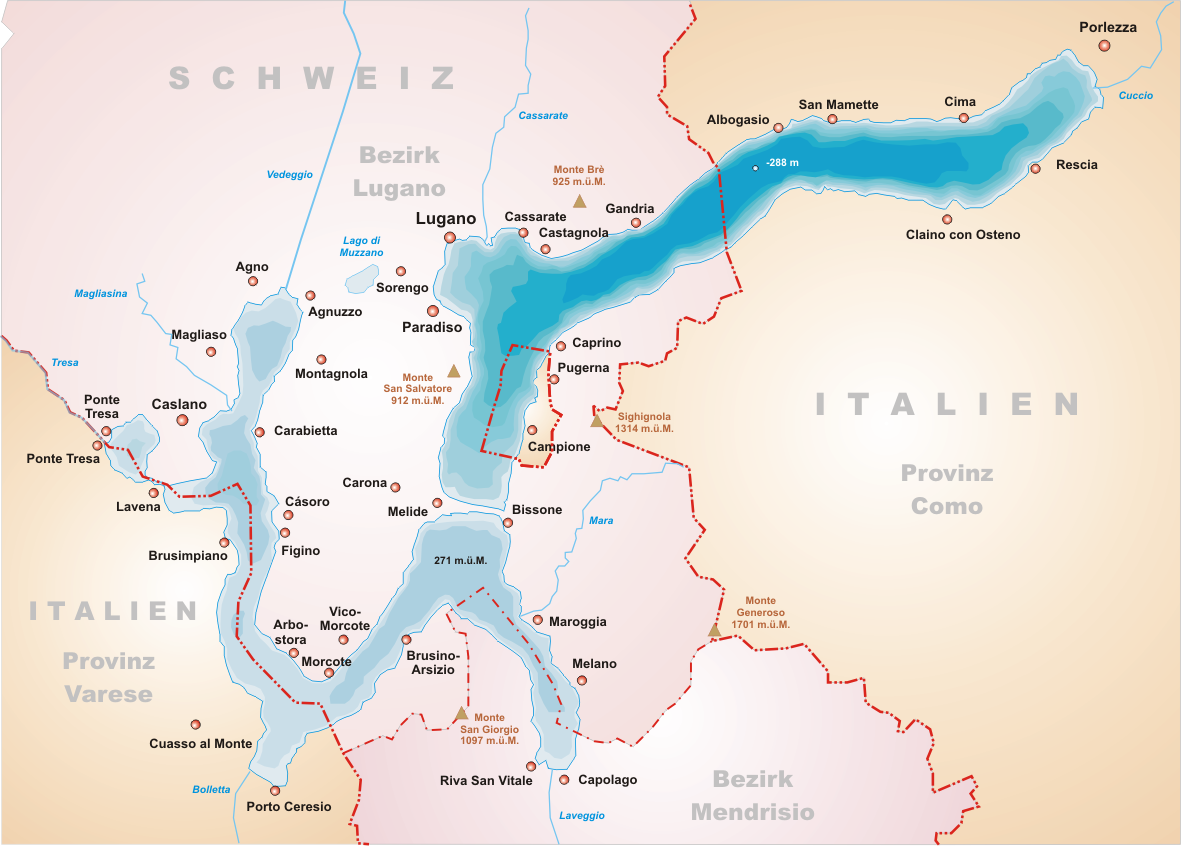
Mapa da zona de Campione d'Italia